# Kelud
Le volcan Kelud est un stratovolcan actif situé dans l'Est de l'île de Java, en Indonésie. Haut de 1 731 mètres, il est proche de plusieurs villes importantes, Blitar, Kediri et Malang, ce qui en fait l'un des plus dangereux au monde.

## Éruptions historiques

### 1586
Cette éruption plinienne cause plus de 10 000 morts.

### 1919
Survenue en mai, elle fait plus de 5 000 morts.

### 2007
(septembre 2012).
Le 16 octobre 2007, les autorités indonésiennes ordonnent l'évacuation de 30 000 résidents situé près de Kelut après que les scientifiques ont placé le Kelud au plus haut niveau de risque d'éruption.
C'est le 3 novembre 2007 à 15 heures locale que le volcan se met en éruption sans que des confirmations visuelles soient possibles. Plus de 350 000 personnes vivant à moins de 10 km du Kelud sont évacuées.

### 2014

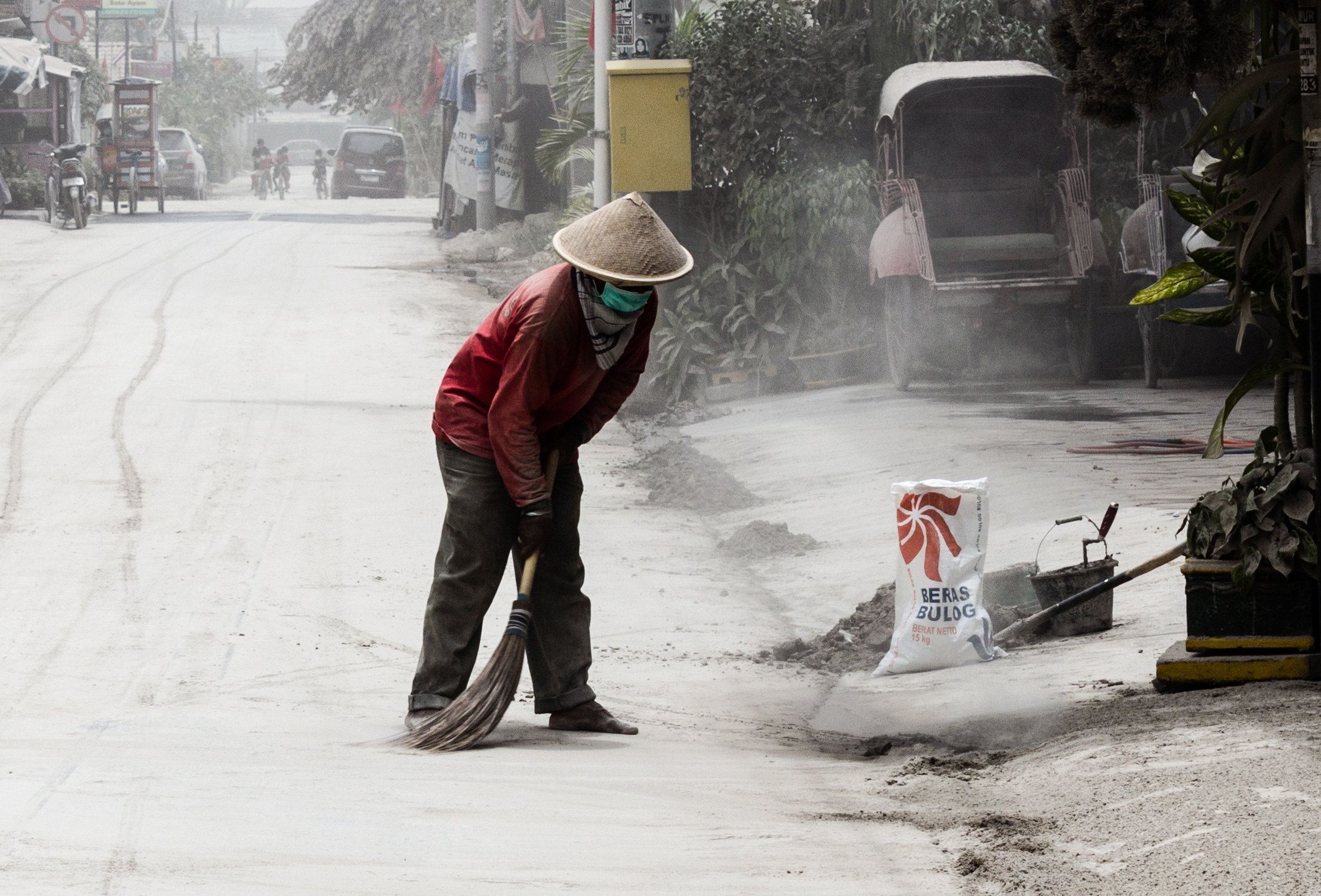
Les cendres de l'éruption de 2014

Le 13 février 2014, une éruption fait deux morts et nécessite l'évacuation de 200 000 personnes, ainsi que la fermeture de trois grands aéroports environnants.

## La cérémonie duLarung Sesaji

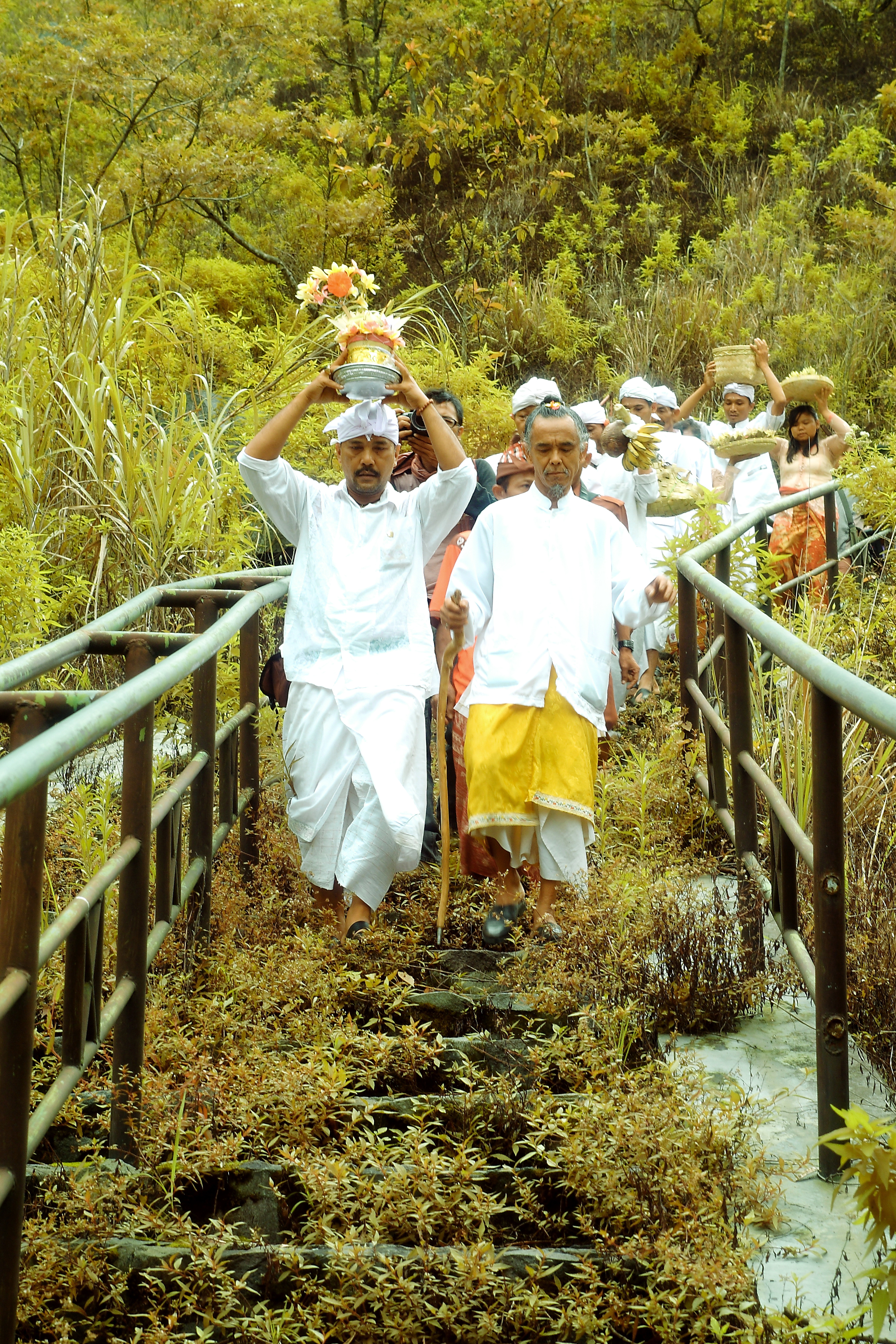
Le Larung Sesaji du Kelud

Selon la légende, le Kelud est né d'une trahison amoureuse. Deux princes demandaient la main de la belle princesse Dewi Kilisuci de Janggala. L'un, Lembu Suro, avait une tête de bœuf (lembu) et l'autre, Mahesa Suro, de buffle (maesa). Kilisuci proposa un concours : créer en une nuit, avant le champ du coq, deux puits au sommet du mont Kelud, l'un nauséabond, l'autre parfumé. Les deux princes y parvinrent. Kilisuci fit alors une autre demande. Elle demanda qu'ils entrent dans ces puits. Quand ce fut fait, Kilisuci demanda à ses soldats de boucher les puits avec des pierres, tuant Mahesa Suro et Lembu Suro. Mais avant de mourir, Lembu Suro eut le temps de prononcer un serment : « Ô gens de Kediri, demain vous subirez une vengeance terrible. Kediri deviendra fleuve, Blitar deviendra terre et Tulungagung deviendra lac ! ». Pour contenir cette malédiction, chaque année, le 23 du mois javanais Suro, les habitants du village de Sugih Waras sur le flanc du Kelud font une offrande, en javanais larung sesaji.